# 국민보수주의
국민보수주의(프랑스어: national-conservatisme, 영어: national conservatism, 한자: 國民保守主義)란 국민주의에 기반을 두어 보수주의를 실현하는 것을 말한다. 다른 보수적인 가치보다도 일단 개화된 민족주의적인 가치를 중시하는 보수주의 이념이다.

## 개요
프랑스에서 처음 생긴 표현으로 보이는 국민보수주의는 정치, 사회, 문화, 경제적으로 모든 것을 국민주의에 기반으로 하여 보수주의를 실현하자는 내용이다. 기존의 보수주의는 단지 나라를 사랑하고 아낀다는 애국주의에 그쳤으나, 국민보수주의는 애국주의를 국민주의를 승화시켜 발달한 형태의 보수주의로 남아있다. 나치즘과 파시즘같은 인종주의, 전체주의, 권위주의를 찬양하는 극우 과격 민족주의와 달리 합법적인 우익 ~ 극우 국민주의를 지향한다.
기존의 보수주의자들은 사회, 정치, 문화 면에서는 통제주의적이고 권위주의적인 측면이 강하였고 경제면에서는 반공주의적인 면이 강했다. 그리고 이외의 행동을 뒷받침해줄 체계화 된 사상이 없었다. 이런 기존의 보수주의자들과 달리 국민보수주의자들은 자신들의 정강정책을 국민주의와 연관시켰다. 그들은 건전한 종교문화 실현과 경제 정책을 효율적으로 하여 국고가 풍족한 상태가 되는 것도 하나의 국민주의 실현이고 국가를 위한 국가주의적인 측면이라고 판단하였다.
이들은 기존의 상식적인 면에서 고지식함을 나타내어 지지를 받지 못하던 보수주의자들과 달리 국민주의를 기반으로 하여 크게 성장하였고 그 결과 더 효율적이고 빠른 보수주의를 실현할 수 있었다. 국민보수주의자들의 상당수는 사회적 보수주의자들이며, 많은 국민보수주의자는 국교 그리고 국민단결, 대가족 사회, 이민 제한 등을 지지하는 편이다. 경제적인 입장에서의 국민보수주의자들은 경제면에서는 경쟁과 안정을 중시하며 국유화 정책을 지지하는 경우도 있고, 경제적 자유주의를 옹호하는 경우도 있는 등 일관적이지 못하다.

## 종교적 국민보수주의
종교적 국민보수주의자들은 이민 제한, 대가족 사회보다는 태초의 국교를 그대로 이어나가고 국교를 따르는 것을 신념으로 삼는 종교적인 보수주의자들과 같은 입장이다. 그러나 역시 최고 우위에 선 사상은 국민주의임에서 기존의 보수주의자들과 다른 점도 있다. 종교적 국민보수주의자들은 여타 다른 국민주의자들처럼 이민 제한을 지지하지 않는 예도 있다. 그 예로 폴란드의 '법과 정의'라는 국민주의 정당은 태초의 국교인 가톨릭을 지지하고 국민정신에 기반을 둔 정책을 옹호하지만 특별한 이유 없이 이민 제한을 옹호하지는 않는다.

## 국민보수주의 정당
스웨덴 민주당, 독일을 위한 대안, 프랑스의 국민연합, 오스트리아 자유당, 스페인의 Vox 등 극우 포퓰리즘 정당들이 국민보수주의 성향을 보이는 경우가 적지 않다. 다만 타이완의 중국 국민당, 인도 인민당, 러시아의 통합 러시아 등 극우까진 아닌 보수정당의 사례도 있다. 물론 인도 인민당과 러시아의 통합 러시아같은 경우 갈수록 권위주의 우경화되고 있다는 평가는 있다.

## 같이 보기
- 국민보수주의 정당 목록
- 국민주의
- 보수주의
- 사회보수주의
- 우익대중주의
- 유럽회의주의
- 고보수주의